# 何曰愈
何曰愈（？年—？年），號雲階，廣東香山縣人，由監生報捐州吏目加捐知縣，咸豐元年十一月任四川順慶府岳池縣知縣。是一位政治人物，明清時曾在四川順慶府岳池縣（位於今四川東北部，武周萬歲通天二年分南充、相如二縣置，是一個千年古縣）擔任官吏。